# Herten
Herten är en stad i Kreis Recklinghausen i det tyska förbundslandet Nordrhein-Westfalen. Herten har cirka 62 000 invånare. Herten består av nio stadsdelar: Scherlebeck, Langenbochum, Disteln, Paschenberg, Herten-Mitte, Herten-Südwest, Herten-Südost, Bertlich och Stadt Westerholt.